# 아와노정
아와노정(粟野町)은 도치기현 가미쓰가군에 설치되었던 정이다. 현재의 가누마시에 해당한다.